# IOS 10
IOS 10 is de tiende versie van het iOS-besturingssysteem voor mobiele apparaten met touchscreen ontworpen door het Amerikaanse computerbedrijf Apple. Deze nieuwe versie van het besturingssysteem is de opvolger van iOS 9, dat uitgebracht werd in juni 2015. Het besturingssysteem is aangekondigd op het WWDC op 13 juni 2016 te San Francisco, Californië, VS. Het besturingssysteem verscheen op 13 september 2016.

## Ondersteunde apparaten
iOS 10 is beschikbaar voor de iPad 4 en hoger, iPad mini 2 en hoger, iPhone 5 en hoger en de 6e generatie iPod touch en staat standaard geïnstalleerd op de iPhone 7, de iPhone 7 Plus.

## Functies
Nieuwe functies in iOS 10:
- iMessage is vernieuwd, zoals meer emoji en andere opmaakmogelijkheden
- Raise to wake (het scherm licht op wanneer de iPhone opgetild wordt)
- Siri ondersteunt apps van derden
- Geen 'schuif om te ontgrendelen' meer
- Het is mogelijk bepaalde standaardapps te verwijderen
- Nieuwe opties in de fotoapp
- Nieuwe HomeKit-app